# Beerschot Voetbalclub Antwerpen in het seizoen 2024/25
Dit artikel beschrijft de prestaties van de Belgische voetbalclub Beerschot Voetbalclub Antwerpen in het seizoen 2024–2025

## Spelerskern en statistieken
| Nr.           | Naam                      | Nat.                                             | Geboortedatum | Competitie | Competitie | Beker | Beker | Totaal | Totaal | Vorige club              |
| Nr.           | Naam                      | Nat.                                             | Geboortedatum | W          |            | W     |       | W      |        | Vorige club              |
| ------------- | ------------------------- | ------------------------------------------------ | ------------- | ---------- | ---------- | ----- | ----- | ------ | ------ | ------------------------ |
| Keepers       |                           |                                                  |               |            |            |       |       |        |        |                          |
| 13            | Emile Doucouré            | Vlag van België                                  | 28-09-2007    | 3          | 0          | 0     | 0     | 3      | 0      | Eigen jeugd              |
| 33            | Nick Shinton              | Vlag van België                                  | 10-05-2001    | 21         | 0          | 3     | 0     | 24     | 0      | Club Brugge              |
| 71            | Davor Matijaš             | Vlag van Kroatië                                 | 23-08-1999    | 13         | 0          | 0     | 0     | 13     | 0      | Antwerp FC               |
| Verdedigers   |                           |                                                  |               |            |            |       |       |        |        |                          |
| 2             | Colin Dagba               | Vlag van Frankrijk · Vlag van Benin              | 09-09-1998    | 20         | 0          | 3     | 0     | 23     | 0      | Paris Saint-Germain FC   |
| 3             | Hervé Matthys             | Vlag van België                                  | 19-01-1996    | 11         | 1          | 1     | 0     | 12     | 1      | ADO Den Haag             |
| 3             | Emir Ortakaya             | Vlag van Turkije                                 | 22-06-2004    | 0          | 0          | 0     | 0     | 0      | 0      | Fenerbahçe SK            |
| 4             | Brian Plat                | Vlag van Nederland                               | 05-04-2000    | 31         | 0          | 3     | 0     | 34     | 0      | FC Volendam              |
| 5             | Loïc Mbe Soh              | Vlag van Kameroen · Vlag van Frankrijk           | 13-06-2001    | 28         | 2          | 3     | 0     | 31     | 2      | Nottingham Forest FC     |
| 6             | Omar Fayed                | Vlag van Egypte                                  | 04-07-2003    | 12         | 0          | 3     | 0     | 15     | 0      | Fenerbahçe SK            |
| 11            | Djevencio van der Kust    | Vlag van Suriname · Vlag van Nederland           | 30-04-2001    | 6          | 0          | 0     | 0     | 6      | 0      | Sparta Rotterdam         |
| 19            | Cheick Thiam              | Vlag van Guinee                                  | 27-09-2003    | 0          | 0          | 0     | 0     | 0      | 0      | SV Zulte Waregem         |
| 21            | Rayhan El Grafel          | Vlag van België                                  | 31-07-2007    | 0          | 0          | 0     | 0     | 0      | 0      | Eigen jeugd              |
| 26            | Derrick Tshimanga         | Vlag van Congo-Kinshasa · Vlag van België        | 06-11-1988    | 18         | 1          | 0     | 0     | 18     | 1      | SK Beveren               |
| 28            | Marco Weymans             | Vlag van België                                  | 09-07-1997    | 24         | 1          | 2     | 0     | 26     | 1      | Östersunds FK            |
| 51            | Keano De Stobbeleir       | Vlag van België                                  | 19-02-2005    | 0          | 0          | 0     | 0     | 0      | 0      | Eigen jeugd              |
| 55            | Félix Nzouango            | Vlag van Frankrijk                               | 07-01-2003    | 1          | 0          | 0     | 0     | 1      | 0      | Juve Next Gen            |
| 66            | Apostolos Konstantopoulos | Vlag van Griekenland                             | 02-08-2002    | 32         | 2          | 3     | 1     | 35     | 3      | Panetolikos              |
| '             | Dennis Gyamfi             | Vlag van Nederland · Vlag van Ghana              | 30-12-2001    | 0          | 0          | 0     | 0     | 0      | 0      | FC Den Bosch             |
| Middenvelders |                           |                                                  |               |            |            |       |       |        |        |                          |
| 8             | Ewan Henderson            | Vlag van Schotland                               | 27-03-2000    | 31         | 3          | 2     | 0     | 33     | 3      | Hibernian FC             |
| 16            | Faisal Al-Ghamdi          | Vlag van Saoedi-Arabië                           | 13-08-2001    | 26         | 1          | 3     | 0     | 29     | 1      | Ittihad Club             |
| 18            | Ryan Sanusi               | Vlag van België                                  | 05-01-1992    | 13         | 1          | 0     | 0     | 13     | 1      | Grenoble Foot 38         |
| 22            | Oscar Vargas              | Vlag van Ghana                                   | 31-01-2006    | 1          | 0          | 0     | 0     | 1      | 0      |                          |
| 20            | Hakim Sahabo              | Vlag van Rwanda · Vlag van België                | 16-06-2005    | 15         | 0          | 0     | 0     | 15     | 0      | Standard Luik            |
| 30            | Dean Huiberts             | Vlag van Nederland                               | 16-05-2000    | 13         | 0          | 1     | 0     | 14     | 0      | PEC Zwolle               |
| 47            | Welat Cagro               | Vlag van België                                  | 31-05-1999    | 20         | 2          | 1     | 0     | 21     | 2      | NAC Breda                |
| 75            | Simion Michez             | Vlag van België                                  | 09-02-2002    | 6          | 2          | 0     | 0     | 6      | 2      | RSCA Futures             |
| Aanvallers    |                           |                                                  |               |            |            |       |       |        |        |                          |
| 7             | Tom Reyners               | Vlag van België                                  | 20-04-2000    | 24         | 1          | 2     | 0     | 26     | 1      | SK Beveren               |
| 9             | Ayouba Kosiah             | Vlag van Nederland                               | 22-07-2001    | 18         | 1          | 3     | 0     | 21     | 1      | NAC Breda                |
| 10            | Thibaud Verlinden         | Vlag van België                                  | 09-07-1999    | 21         | 2          | 3     | 1     | 24     | 3      | DAC 1904 Dunajská Streda |
| 10            | Daishawn Redan            | Vlag van Suriname · Vlag van Nederland           | 02-02-2001    | 8          | 4          | 0     | 0     | 8      | 4      | US Avellino              |
| 11            | Florian Krüger            | Vlag van Duitsland                               | 13-02-1999    | 6          | 0          | 1     | 0     | 7      | 0      | FC Groningen             |
| 17            | Marwan Al-Sahafi          | Vlag van Saoedi-Arabië                           | 17-02-2004    | 25         | 6          | 3     | 0     | 28     | 6      | Ittihad Club             |
| 25            | Antoine Colassin          | Vlag van België                                  | 26-02-2001    | 25         | 4          | 3     | 2     | 28     | 6      | RSC Anderlecht           |
| 27            | Charly Keita              | Vlag van Ivoorkust · Vlag van Frankrijk          | 23-08-1999    | 20         | 1          | 3     | 1     | 23     | 2      | Clermont Foot            |
| 32            | D'Margio Wright-Phillips  | Vlag van Engeland                                | 24-09-2001    | 11         | 0          | 0     | 0     | 11     | 0      | Stoke City FC            |
| 42            | Ar'jany Martha            | Vlag van Nederland · Vlag van Curaçao            | 04-09-2003    | 18         | 0          | 1     | 0     | 19     | 0      | Jong Ajax                |
| 77            | Rajiv van La Parra        | Vlag van Nederland · Vlag van Suriname           | 04-06-1991    | 12         | 0          | 0     | 0     | 12     | 0      | Almere City FC           |
| '             | Ensar Brahić              | Vlag van Servië · Vlag van Bosnië en Herzegovina | 04-06-2004    | 0          | 0          | 0     | 0     | 0      | 0      | FK Novi Pazar            |

### Technische staf
| Functie         | Naam           | Nationaliteit |
| --------------- | -------------- | ------------- |
| Coach           | Dirk Kuijt     | Nederland     |
| Assistent-coach | Dirk Heesen    | Nederland     |
| Keeperstrainer  | Raymond Mulder | Nederland     |

## Bestuur
| Functie          | Naam            | Nationaliteit   |
| ---------------- | --------------- | --------------- |
| Voorzitter       | Selahattin Baki | Turkije         |
| CEO              | Steve Nuyts     | België          |
| Sportief manager | Murat Akın      | België, Turkije |

## Transfers

### Zomer 2024
| Naam                     | Nationaliteit          | Van/naar               | Type           |
| ------------------------ | ---------------------- | ---------------------- | -------------- |
| Inkomend                 |                        |                        |                |
| Florian Krüger           | Duitsland              | FC Groningen           | Gekocht        |
| Omar Fayed               | Egypte                 | Fenerbahçe SK          | Gehuurd        |
| Faisal Al-Ghamdi         | Saoedi-Arabië          | Ittihad Club           | Gehuurd        |
| Marwan Al-Sahafi         | Saoedi-Arabië          | Ittihad Club           | Gehuurd        |
| Colin Dagba              | Frankrijk, Benin       | Paris Saint-Germain FC | Transfervrij   |
| Antoine Colassin         | België                 | RSC Anderlecht         | Gekocht        |
| Loïc Mbe Soh             | Kameroen, Frankrijk    | Nottingham Forest FC   | Transfervrij   |
| Ar'Jany Martha           | Nederland, Curaçao     | Jong Ajax              | Transfervrij   |
| Nick Shinton             | Engeland               | Club Brugge            | Gekocht        |
| Ewan Henderson           | Schotland              | Hibernian FC           | Gekocht        |
| Dean Huiberts            | Nederland              | PEC Zwolle             | Gekocht        |
| D'Margio Wright-Phillips | Engeland               | Stoke City FC          | Transfervrij   |
| Brian Plat               | Nederland              | FC Volendam            | Transfervrij   |
| Uitgaand                 |                        |                        |                |
| Aaron Osei Bonsu         | België                 | Al Dhafra SCC          | Verkocht       |
| Simion Michez            | België                 | Slavia Praag           | Verkocht       |
| Axl Van Himbeeck         | België                 | Helmond Sport          | Verhuurd       |
| Mardochee Nzita          | België, Congo-Kinshasa | Sporting Charleroi     | Verkocht       |
| Benjamin Pauwels         | België                 | SC Cambuur             | Verkocht       |
| Ibrahim Alhassan         | Nigeria                | Boavista FC            | Einde contract |
| Bill Lathouwers          | België                 | RWDM                   | Einde contract |
| Andi Koshi               | België, Kosovo         | FC Suhareka            | Einde contract |
| Mike van Beijnen         | Nederland              | RBC                    | Einde contract |
| Jerrel Hak               | Nederland              | Vv Noordwijk           | Einde contract |
| Robin Šimović            | Zweden                 |                        | Einde contract |
| Robbe Quirynen           | België                 | KFC Dessel Sport       | Einde contract |
| D'Margio Wright-Phillips | Engeland               | Stoke City FC          | Einde huur     |
| Dean Huiberts            | Nederland              | PEC Zwolle             | Einde huur     |
| Sekou Diawara            | België                 | Udinese                | Einde huur     |

### Winter 2025
| Naam                   | Nationaliteit        | Van/naar            | Type         |
| ---------------------- | -------------------- | ------------------- | ------------ |
| Inkomend               |                      |                     |              |
| Dennis Gyamfi          | Nederland, Ghana     |                     | Transfervrij |
| Rajiv van La Parra     | Nederland, Suriname  |                     | Transfervrij |
| Ensar Brahić           | Servië               | FK Novi Pazar       | Gekocht      |
| Daishawn Redan         | Suriname, Nederland  | US Avellino         | Gehuurd      |
| Djevencio van der Kust | Suriname, Nederland  | Sparta Rotterdam    | Gehuurd      |
| Emir Ortakaya          | Turkije              | Fenerbahçe SK       | Gehuurd      |
| Hakim Sahabo           | Rwanda, België       | Standard Luik       | Gehuurd      |
| Uitgaand               |                      |                     |              |
| Florian Krüger         | Duitsland            | 1. FC Saarbrücken   | Verhuurd     |
| Thibaud Verlinden      | België               | Oud-Heverlee Leuven | Verkocht     |
| Charly Keita           | Frankrijk, Ivoorkust | Amed SFK            | Verkocht     |
| Hervé Matthys          | België               | Motor Lublin        | Verkocht     |

## Oefenwedstrijden
Hieronder een overzicht van de oefenwedstrijden die Beerschot in de aanloop naar en tijdens het seizoen 2024/25 speelt.
| Datum      | Thuis/Uit | Tegenstander                     | Score | Doelpuntenmaker(s) Beerschot                      |
| ---------- | --------- | -------------------------------- | ----- | ------------------------------------------------- |
| 29-06-2024 | neutraal  | KV Mechelen (Eerste klasse A)    | 1 - 2 | Cagro 1-0 (pen.)                                  |
| 03-07-2024 | neutraal  | AEK Athene (Super League)        | 3 - 0 |                                                   |
| 06-07-2024 | uit       | Jong FC Utrecht (Eerste divisie) | 2 - 0 |                                                   |
| 13-07-2024 | neutraal  | Charleroi (Eerste klasse A)      | 0 - 3 |                                                   |
| 19-07-2024 | thuis     | OFI Kreta (Super League)         | 3 - 1 | Verlinden 1-1, Keita 2-1, Reyners 3-1             |
| 01-09-2024 | uit       | SK Beveren (Eerste klasse B)     | -     |                                                   |
| 04-09-2024 | uit       | Nielse SV (Derde Provinciale)    | 0 - 6 | Vargas (2x), Bailly (2x), Kosiah, Van den Branden |
| 05-09-2024 | uit       | België U21                       | 5 - 1 | Reyners                                           |
| 11-10-2024 | uit       | RWDM (Eerste klasse B)           | 2 - 2 | Doudaev (owngoal), Fayed                          |

## Jupiler Pro League

### Reguliere competitie

#### Wedstrijden
| Jupiler Pro League                                                                                        |                                                    |                                           |                                                             | |                                                                                            |
| Wedstrijddetails                                                                                          | Thuisploeg                                         | Uitslag                                   | Uitploeg                                                    | Opstelling | Kaarten                                                                                    |
| Heenronde                                                                                                 |                                                    |                                           |                                                             | |                                                                                            |
| 27 juli 2024 18:15 Olympisch Stadion Antwerpen Ref.: Bert Put Toeschouwers: 4.500                         | Beerschot                                          | 0 – 0                                     | OH Leuven                                                   | Matijaš Konstantopoulos, Matthys, Tshimanga Plat, Cagro, Sanusi , Michez Reyners (77' Huiberts), Keita (84' Wright-Phillips), Verlinden                                           | 62' Cagro 76' Tshimanga                                                                    |
| 27 juli 2024 18:15 Olympisch Stadion Antwerpen Ref.: Bert Put Toeschouwers: 4.500                         |                                                    |                                           |                                                             | Matijaš Konstantopoulos, Matthys, Tshimanga Plat, Cagro, Sanusi , Michez Reyners (77' Huiberts), Keita (84' Wright-Phillips), Verlinden                                           | 62' Cagro 76' Tshimanga                                                                    |
| 2 augustus 2024 20:45 Joseph Marienstadion Vorst Ref.: Nicolas Laforge Toeschouwers: 7.929                | Union Sint-Gillis                                  | 3 – 1                                     | Beerschot                                                   | Matijaš Konstantopoulos, Matthys (8' Weymans), Tshimanga Plat, Cagro (82' Huiberts), Sanusi , Michez Reyners (60' Henderson), Keita (82' Wright-Phillips), Verlinden (81' Martha) | 37' Keita 64' Cagro                                                                        |
| 2 augustus 2024 20:45 Joseph Marienstadion Vorst Ref.: Nicolas Laforge Toeschouwers: 7.929                | Eckert 2' Mac Allister 42' Puertas 83'             | 1 – 0 2 – 0 2 – 1 3 – 1                   | 48' Keita                                                   | Matijaš Konstantopoulos, Matthys (8' Weymans), Tshimanga Plat, Cagro (82' Huiberts), Sanusi , Michez Reyners (60' Henderson), Keita (82' Wright-Phillips), Verlinden (81' Martha) | 37' Keita 64' Cagro                                                                        |
| 11 augustus 2024 19:15 Jan Breydelstadion Brugge Ref.: Nathan Verboomen Toeschouwers: 4.605               | Cercle Brugge                                      | 4 – 1                                     | Beerschot                                                   | Matijaš Konstantopoulos, Plat, Tshimanga Michez (80' Vargas), Cagro, Sanusi , Martha (46' Weymans) Henderson (64' Reyners), Keita (64' Wright-Phillips), Verlinden                | 66' Reyners 85' Konstantopoulos                                                            |
| 11 augustus 2024 19:15 Jan Breydelstadion Brugge Ref.: Nathan Verboomen Toeschouwers: 4.605               | Bruninho 10' Olaigbe 22' Denkey 42' Ouattara 89'   | 1 – 0 2 – 0 2 – 1 3 – 1 4 – 1             | 25' Michez                                                  | Matijaš Konstantopoulos, Plat, Tshimanga Michez (80' Vargas), Cagro, Sanusi , Martha (46' Weymans) Henderson (64' Reyners), Keita (64' Wright-Phillips), Verlinden                | 66' Reyners 85' Konstantopoulos                                                            |
| 17 augustus 2024 16:00 Olympisch Stadion Antwerpen Ref.: Wim Smet Toeschouwers: 4.500                     | Beerschot                                          | 3 – 4                                     | KRC Genk                                                    | Matijaš Plat, Matthys, Tshimanga Michez (90' Martha), Sanusi , Cagro (85' Wright-Phillips), Weymans Henderson (62' Reyners), Keita (62' Kosiah), Verlinden                        | 39' Weymans 45+1' Michez 63' Matijaš                                                       |
| 17 augustus 2024 16:00 Olympisch Stadion Antwerpen Ref.: Wim Smet Toeschouwers: 4.500                     | Henderson 7' Michez 61' Tshimanga 87'              | 1 – 0 1 – 1 1 – 2 1 – 3 2 – 3 2 – 4 3 – 4 | 15' (pen.) Steuckers 30' Arokodare 40' Cuesta 64' Arokodare | Matijaš Plat, Matthys, Tshimanga Michez (90' Martha), Sanusi , Cagro (85' Wright-Phillips), Weymans Henderson (62' Reyners), Keita (62' Kosiah), Verlinden                        | 39' Weymans 45+1' Michez 63' Matijaš                                                       |
| 25 augustus 2024 18:30 Maurice Dufrasnestadion Luik Ref.: Jasper Vergoote Toeschouwers: 16.882            | Standard Luik                                      | 1 – 0                                     | Beerschot                                                   | Matijaš Plat, Matthys, Tshimanga (46' Konstantopoulos) Michez, Sanusi , Cagro (80' Wright-Phillips), Weymans (68' Kosiah) Henderson (80' Huiberts), Keita (68' Martha), Verlinden | 60' Plat 69' Michez 78' Cagro                                                              |
| 25 augustus 2024 18:30 Maurice Dufrasnestadion Luik Ref.: Jasper Vergoote Toeschouwers: 16.882            | Benjdida 72' (pen.)                                | 1 – 0                                     |                                                             | Matijaš Plat, Matthys, Tshimanga (46' Konstantopoulos) Michez, Sanusi , Cagro (80' Wright-Phillips), Weymans (68' Kosiah) Henderson (80' Huiberts), Keita (68' Martha), Verlinden | 60' Plat 69' Michez 78' Cagro                                                              |
| 31 augustus 2024 18:15 Olympisch Stadion Antwerpen Ref.: Wesli De Cremer Toeschouwers: 5.135              | Beerschot                                          | 1 – 2                                     | Dender EH                                                   | Matijaš Matthys, Konstantopoulos, Tshimanga Michez (46' Colassin), Sanusi , Cagro (46' Kosiah), Weymans (46' Martha) Verlinden, Henderson, Reyners (82' Wright-Phillips)          | 55' Reyners 55' Matthys 83' Colassin 86' Kosiah                                            |
| 31 augustus 2024 18:15 Olympisch Stadion Antwerpen Ref.: Wesli De Cremer Toeschouwers: 5.135              | Matthys 71' (pen.)                                 | 0 – 1 0 – 2 1 – 2                         | 2' Hrnčár 12' (pen.) Nsimba                                 | Matijaš Matthys, Konstantopoulos, Tshimanga Michez (46' Colassin), Sanusi , Cagro (46' Kosiah), Weymans (46' Martha) Verlinden, Henderson, Reyners (82' Wright-Phillips)          | 55' Reyners 55' Matthys 83' Colassin 86' Kosiah                                            |
| 15 september 2024 18:30 Stade du Pays de Charleroi Charleroi Ref.: Michiel Allaerts Toeschouwers: 6.800   | Charleroi                                          | 3 – 0                                     | Beerschot                                                   | Shinton Konstantopoulos (69' Plat), Matthys, Tshimanga Dagba (60' Krüger), Sanusi , Henderson (60' Reyners), Martha Colassin, Kosiah (60' Keita), Verlinden                       |                                                                                            |
| 15 september 2024 18:30 Stade du Pays de Charleroi Charleroi Ref.: Michiel Allaerts Toeschouwers: 6.800   | Heymans 16' Kyei 48' Bernier 58'                   | 1 – 0 2 – 0 3 – 0                         |                                                             | Shinton Konstantopoulos (69' Plat), Matthys, Tshimanga Dagba (60' Krüger), Sanusi , Henderson (60' Reyners), Martha Colassin, Kosiah (60' Keita), Verlinden                       |                                                                                            |
| 21 september 2024 16:00 Olympisch Stadion Antwerpen Ref.: Bram Van Driessche Toeschouwers: 4.521          | Beerschot                                          | 0 – 3                                     | STVV                                                        | Shinton Mbe Soh, Matthys, Tshimanga Plat, Henderson (75' Reyners), Sanusi , Martha Colassin (75' Kosiah), Krüger (46' Wright-Phillips), Verlinden (10' Keita)                     |                                                                                            |
| 21 september 2024 16:00 Olympisch Stadion Antwerpen Ref.: Bram Van Driessche Toeschouwers: 4.521          |                                                    | 0 – 1 0 – 2 0 – 3                         | 9' Taniguchi 85' (e.d.) Matthys 88' Ito                     | Shinton Mbe Soh, Matthys, Tshimanga Plat, Henderson (75' Reyners), Sanusi , Martha Colassin (75' Kosiah), Krüger (46' Wright-Phillips), Verlinden (10' Keita)                     |                                                                                            |
| 29 september 2024 13:30 Bosuilstadion Antwerpen Ref.: Lothar D'hondt Toeschouwers: 16.144                 | Antwerp                                            | 5 – 0(1)                                  | Beerschot                                                   | Matijaš Konstantopoulos, Mbe Soh, Matthys, Tshimanga Al-Ghamdi, Henderson (76' Krüger), Sanusi Al-Sahafi, Keita (76' Kosiah), Weymans (67' Martha)                                | 5' Weymans 71' Konstantopoulos                                                             |
| 29 september 2024 13:30 Bosuilstadion Antwerpen Ref.: Lothar D'hondt Toeschouwers: 16.144                 | Ondrejka 28' Chery 58' Chery 61' Janssen 62'       | 1 – 0 2 – 0 3 – 0 4 – 0                   |                                                             | Matijaš Konstantopoulos, Mbe Soh, Matthys, Tshimanga Al-Ghamdi, Henderson (76' Krüger), Sanusi Al-Sahafi, Keita (76' Kosiah), Weymans (67' Martha)                                | 5' Weymans 71' Konstantopoulos                                                             |
| 4 oktober 2024 20:45 't Kuipje Westerlo Ref.: Kevin Van Damme Toeschouwers: 6.000                         | Westerlo                                           | 2 – 2                                     | Beerschot                                                   | Shinton Konstantopoulos, Mbe Soh, Matthys Dagba (58' Weymans), Sanusi , Al-Ghamdi (78' Henderson), Plat Reyners (69' Krüger), Al-Sahafi (68' Keita), Martha (58' Huiberts)        | 41' Martha 65' Weymans 90+6' Matijaš                                                       |
| 4 oktober 2024 20:45 't Kuipje Westerlo Ref.: Kevin Van Damme Toeschouwers: 6.000                         | Vušković 61' Vušković 84'                          | 0 – 1 1 – 1 1 – 2 2 – 2                   | 24' Reyners 81' Sanusi                                      | Shinton Konstantopoulos, Mbe Soh, Matthys Dagba (58' Weymans), Sanusi , Al-Ghamdi (78' Henderson), Plat Reyners (69' Krüger), Al-Sahafi (68' Keita), Martha (58' Huiberts)        | 41' Martha 65' Weymans 90+6' Matijaš                                                       |
| 18 oktober 2024 20:45 Olympisch Stadion Antwerpen Ref.: Simon Bourdeaud'hui Toeschouwers: 9.513           | Beerschot                                          | 2 – 1                                     | Anderlecht                                                  | Shinton Dagba, Mbe Soh, Matthys, Plat Al-Ghamdi (76' Fayed), Huiberts (55' Cagro), Sanusi (65' Colassin) Reyners (55' Konstantopoulos), Al-Sahafi, Verlinden (76' Kosiah)         | 48' Dagba 51' Plat 86' Kosiah 90+2' Al-Sahafi                                              |
| 18 oktober 2024 20:45 Olympisch Stadion Antwerpen Ref.: Simon Bourdeaud'hui Toeschouwers: 9.513           | Al-Sahafi 30' Al-Sahafi 70'                        | 1 – 0 1 – 1 2 – 1                         | 50' (pen.) Dolberg                                          | Shinton Dagba, Mbe Soh, Matthys, Plat Al-Ghamdi (76' Fayed), Huiberts (55' Cagro), Sanusi (65' Colassin) Reyners (55' Konstantopoulos), Al-Sahafi, Verlinden (76' Kosiah)         | 48' Dagba 51' Plat 86' Kosiah 90+2' Al-Sahafi                                              |
| 25 oktober 2024 20:45 Guldensporenstadion Kortrijk Ref.: Lawrence Visser Toeschouwers: 7.174              | KV Kortrijk                                        | 1 – 0                                     | Beerschot                                                   | Shinton Konstantopoulos, Mbe Soh, Matthys, Plat (77' Fayed) Al-Ghamdi, Huiberts (77' Martha), Sanusi (63' Cagro) Dagba (62' Colassin), Al-Sahafi (83' Keita), Verlinden           | 1' Konstantopoulos 60' Plat 85' Fayed 90+1' Cagro                                          |
| 25 oktober 2024 20:45 Guldensporenstadion Kortrijk Ref.: Lawrence Visser Toeschouwers: 7.174              | Sissako 62'                                        | 1 – 0                                     |                                                             | Shinton Konstantopoulos, Mbe Soh, Matthys, Plat (77' Fayed) Al-Ghamdi, Huiberts (77' Martha), Sanusi (63' Cagro) Dagba (62' Colassin), Al-Sahafi (83' Keita), Verlinden           | 1' Konstantopoulos 60' Plat 85' Fayed 90+1' Cagro                                          |
| 3 november 2024 19:15 Olympisch Stadion Antwerpen Ref.: Wesli De Cremer Toeschouwers: 4.954               | Beerschot                                          | 0 – 0                                     | AA Gent                                                     | Shinton Konstantopoulos, Fayed, Mbe Soh, Plat Dagba (65' Keita), Al-Ghamdi, Huiberts (78' Henderson), Verlinden Al-Sahafi, Colassin (78' Reyners)                                 | 36' Colassin 86' Al-Ghamdi 89' Fayed                                                       |
| 3 november 2024 19:15 Olympisch Stadion Antwerpen Ref.: Wesli De Cremer Toeschouwers: 4.954               |                                                    |                                           |                                                             | Shinton Konstantopoulos, Fayed, Mbe Soh, Plat Dagba (65' Keita), Al-Ghamdi, Huiberts (78' Henderson), Verlinden Al-Sahafi, Colassin (78' Reyners)                                 | 36' Colassin 86' Al-Ghamdi 89' Fayed                                                       |
| 10 november 2024 19:15 Olympisch Stadion Antwerpen Ref.: Bram Van Driessche Toeschouwers: 8.043           | Beerschot                                          | 2 – 2                                     | Club Brugge                                                 | Shinton Konstantopoulos, Fayed, Mbe Soh, Plat Dagba (78' Keita), Al-Ghamdi, Huiberts (46' Henderson), Verlinden (77' Reyners) Al-Sahafi (87' Martha), Colassin (90+7' Kosiah)     | 34' Huiberts                                                                               |
| 10 november 2024 19:15 Olympisch Stadion Antwerpen Ref.: Bram Van Driessche Toeschouwers: 8.043           | Al-Sahafi 53' Al-Sahafi 55'                        | 0 – 1 0 – 2 1 – 2 2 – 2                   | 3' Vermant 14' Seys                                         | Shinton Konstantopoulos, Fayed, Mbe Soh, Plat Dagba (78' Keita), Al-Ghamdi, Huiberts (46' Henderson), Verlinden (77' Reyners) Al-Sahafi (87' Martha), Colassin (90+7' Kosiah)     | 34' Huiberts                                                                               |
| 24 november 2024 13:30 AFAS Stadion Achter de Kazerne Mechelen Ref.: Lawrence Visser Toeschouwers: 15.134 | KV Mechelen                                        | 3 – 0                                     | Beerschot                                                   | Shinton Konstantopoulos, Fayed (46' Keita), Mbe Soh, Plat Dagba (78' Cagro), Al-Ghamdi, Henderson (78' Reyners), Verlinden Al-Sahafi, Colassin                                    | 20' Fayed                                                                                  |
| 24 november 2024 13:30 AFAS Stadion Achter de Kazerne Mechelen Ref.: Lawrence Visser Toeschouwers: 15.134 | Touba 41' Raman 71' Pflücke 90+2'                  | 1 – 0 2 – 0 3 – 0                         |                                                             | Shinton Konstantopoulos, Fayed (46' Keita), Mbe Soh, Plat Dagba (78' Cagro), Al-Ghamdi, Henderson (78' Reyners), Verlinden Al-Sahafi, Colassin                                    | 20' Fayed                                                                                  |
| Terugronde                                                                                                |                                                    |                                           |                                                             | |                                                                                            |
| 1 december 2024 16:00 Olympisch Stadion Antwerpen Ref.: Kevin Van Damme Toeschouwers: 4.775               | Beerschot                                          | 3 – 2                                     | Cercle Brugge                                               | Shinton Dagba (58' Konstantopoulos), Fayed, Mbe Soh, Plat (57' Weymans) Al-Ghamdi, Verlinden , Henderson Al-Sahafi, Keita (90+7' Cagro), Colassin                                 | 45+3' Fayed 52' Dagba 65' Verlinden                                                        |
| 1 december 2024 16:00 Olympisch Stadion Antwerpen Ref.: Kevin Van Damme Toeschouwers: 4.775               | Henderson 54' Mbe Soh 81' Colassin 88'             | 0 – 1 0 – 2 1 – 2 2 – 2 3 – 2             | 36' Denkey 45+3' (pen.) Denkey                              | Shinton Dagba (58' Konstantopoulos), Fayed, Mbe Soh, Plat (57' Weymans) Al-Ghamdi, Verlinden , Henderson Al-Sahafi, Keita (90+7' Cagro), Colassin                                 | 45+3' Fayed 52' Dagba 65' Verlinden                                                        |
| 8 december 2024 18:30 Lotto Park Anderlecht Ref.: Erik Lambrechts Toeschouwers: 21.900                    | Anderlecht                                         | 2 – 1                                     | Beerschot                                                   | Shinton Konstantopoulos, Fayed, Mbe Soh, Plat Dagba (67' Weymans), Henderson (41' Cagro), Al-Ghamdi, Verlinden (83' Keita) Al-Sahafi (83' Martha), Colassin (68' Reyners)         | 25' Al-Ghamdi 30' Konstantopoulos 45+3' Colassin 56' Shinton 64' Dagba 82' Cagro 84' Keita |
| 8 december 2024 18:30 Lotto Park Anderlecht Ref.: Erik Lambrechts Toeschouwers: 21.900                    | Verschaeren 45+7' Dreyer 90+3'                     | 0 – 1 0 – 2 1 – 2                         | 7' Al-Sahafi                                                | Shinton Konstantopoulos, Fayed, Mbe Soh, Plat Dagba (67' Weymans), Henderson (41' Cagro), Al-Ghamdi, Verlinden (83' Keita) Al-Sahafi (83' Martha), Colassin (68' Reyners)         | 25' Al-Ghamdi 30' Konstantopoulos 45+3' Colassin 56' Shinton 64' Dagba 82' Cagro 84' Keita |
| 14 december 2024 16:00 Olympisch Stadion Antwerpen Ref.: Nathan Verboomen Toeschouwers: 5.596             | Beerschot                                          | 0 – 0                                     | Standard Luik                                               | Shinton Dagba (70' Wright-Phillips), Konstantopoulos, Mbe Soh, Plat Henderson, Reyners (70' Weymans), Al-Ghamdi Al-Sahafi, Keita, Verlinden                                       |                                                                                            |
| 14 december 2024 16:00 Olympisch Stadion Antwerpen Ref.: Nathan Verboomen Toeschouwers: 5.596             |                                                    |                                           |                                                             | Shinton Dagba (70' Wright-Phillips), Konstantopoulos, Mbe Soh, Plat Henderson, Reyners (70' Weymans), Al-Ghamdi Al-Sahafi, Keita, Verlinden                                       |                                                                                            |
| 21 december 2024 20:45 Olympisch Stadion Antwerpen Ref.: Nicolas Laforge Toeschouwers: 9.545              | Beerschot                                          | 2 – 2                                     | KV Kortrijk                                                 | Shinton Dagba, Konstantopoulos, Mbe Soh, Plat (90' Kosiah) Henderson, Colassin (71' Keita), Al-Ghamdi Reyners (71' Weymans), Al-Sahafi (83' Cagro), Verlinden                     | 43' Reyners 88' Weymans 90' Verlinden                                                      |
| 21 december 2024 20:45 Olympisch Stadion Antwerpen Ref.: Nicolas Laforge Toeschouwers: 9.545              | Colassin 55' Verlinden 62'                         | 0 – 1 1 – 1 2 – 1 2 – 2                   | 49' Sissako 83' Ferri                                       | Shinton Dagba, Konstantopoulos, Mbe Soh, Plat (90' Kosiah) Henderson, Colassin (71' Keita), Al-Ghamdi Reyners (71' Weymans), Al-Sahafi (83' Cagro), Verlinden                     | 43' Reyners 88' Weymans 90' Verlinden                                                      |
| 27 december 2024 18:30 King Power at Den Dreef Stadion Heverlee Ref.: Bert Put Toeschouwers: 9.032        | OH Leuven                                          | 2 – 0                                     | Beerschot                                                   | Shinton Dagba (64' Weymans), Konstantopoulos, Mbe Soh, Plat (89' Kosiah) Henderson, Colassin (80' Martha), Al-Ghamdi Reyners (80' Krüger), Al-Sahafi, Verlinden                   | 49' Al-Ghamdi                                                                              |
| 27 december 2024 18:30 King Power at Den Dreef Stadion Heverlee Ref.: Bert Put Toeschouwers: 9.032        | Ikwuemesi 76' Ikwuemesi 86'                        | 1 – 0 2 – 0                               |                                                             | Shinton Dagba (64' Weymans), Konstantopoulos, Mbe Soh, Plat (89' Kosiah) Henderson, Colassin (80' Martha), Al-Ghamdi Reyners (80' Krüger), Al-Sahafi, Verlinden                   | 49' Al-Ghamdi                                                                              |
| 12 januari 2025 13:30 Olympisch Stadion Antwerpen Ref.: Jan Boterberg Toeschouwers: 12.500                | Beerschot                                          | 1 – 1                                     | Antwerp                                                     | Shinton Dagba, Fayed, Mbe Soh, Plat (88' Weymans) Henderson, Colassin (46' Keita), Al-Ghamdi Al-Sahafi (83' Reyners), Kosiah, Verlinden                                           | 28' Henderson 66' Fayed 85' Al-Ghamdi                                                      |
| 12 januari 2025 13:30 Olympisch Stadion Antwerpen Ref.: Jan Boterberg Toeschouwers: 12.500                | Verlinden 1'                                       | 1 – 0 1 – 1                               | 59' Chery                                                   | Shinton Dagba, Fayed, Mbe Soh, Plat (88' Weymans) Henderson, Colassin (46' Keita), Al-Ghamdi Al-Sahafi (83' Reyners), Kosiah, Verlinden                                           | 28' Henderson 66' Fayed 85' Al-Ghamdi                                                      |
| 18 januari 2025 20:45 Jan Breydelstadion Brugge Ref.: Wim Smet Toeschouwers: 18.700                       | Club Brugge                                        | 4 – 2                                     | Beerschot                                                   | Shinton Plat, Konstantopoulos, Mbe Soh, Weymans Reyners (46' Sahabo), Henderson (46' Tshimanga), Al-Ghamdi, Verlinden Al-Sahafi (84' Keita), Kosiah                               |                                                                                            |
| 18 januari 2025 20:45 Jan Breydelstadion Brugge Ref.: Wim Smet Toeschouwers: 18.700                       | Nilsson 19' Vetlesen 22' Vanaken 77' Nilsson 90+5' | 1 – 0 2 – 0 3 – 0 3 – 1 3 – 2 4 – 2       | 80' Kosiah 90+2' Weymans                                    | Shinton Plat, Konstantopoulos, Mbe Soh, Weymans Reyners (46' Sahabo), Henderson (46' Tshimanga), Al-Ghamdi, Verlinden Al-Sahafi (84' Keita), Kosiah                               |                                                                                            |
| 26 januari 2025 16:00 Olympisch Stadion Antwerpen Ref.: Lawrence Visser Toeschouwers: 6.500               | Beerschot                                          | 0 – 4                                     | Union Sint-Gillis                                           | Shinton Dagba (46' Weymans), Mbe Soh, Fayed, Plat (78' Huiberts) Al-Ghamdi, Sahabo (78' Martha), Tshimanga Kosiah (46' Cagro), Keita, Verlinden (78' Reyners)                     | 33' Al-Ghamdi                                                                              |
| 26 januari 2025 16:00 Olympisch Stadion Antwerpen Ref.: Lawrence Visser Toeschouwers: 6.500               |                                                    | 0 – 1 0 – 2 0 – 3 0 – 4                   | 16' Ivanović 18' Niang 36' Ivanović 65' David               | Shinton Dagba (46' Weymans), Mbe Soh, Fayed, Plat (78' Huiberts) Al-Ghamdi, Sahabo (78' Martha), Tshimanga Kosiah (46' Cagro), Keita, Verlinden (78' Reyners)                     | 33' Al-Ghamdi                                                                              |
| 1 februari 2025 20:45 Cegeka Arena Genk Ref.: Lothar D'hondt Toeschouwers: 16.356                         | KRC Genk                                           | 1 – 0                                     | Beerschot                                                   | Shinton Konstantopoulos, Mbe Soh , Fayed, Plat Reyners (78' Huiberts), Cagro, Sahabo, Martha Colassin (67' Weymans), Kosiah (87' Krüger)                                          | 69' Sahabo 75' Cagro 90+2' Plat                                                            |
| 1 februari 2025 20:45 Cegeka Arena Genk Ref.: Lothar D'hondt Toeschouwers: 16.356                         | Kayembe 30'                                        | 1 – 0                                     |                                                             | Shinton Konstantopoulos, Mbe Soh , Fayed, Plat Reyners (78' Huiberts), Cagro, Sahabo, Martha Colassin (67' Weymans), Kosiah (87' Krüger)                                          | 69' Sahabo 75' Cagro 90+2' Plat                                                            |
| 9 februari 2025 19:15 Olympisch Stadion Antwerpen Ref.: Simon Bourdeaud'hui Toeschouwers: 6.438           | Beerschot                                          | 1 – 1                                     | Charleroi                                                   | Shinton Konstantopoulos, Mbe Soh , Fayed (38' Dagba), Plat Al-Ghamdi, Colassin (60' Van La Parra), Sahabo Martha (60' Henderson), Redan, Reyners                                  | 69' Mbe Soh 70' Henderson                                                                  |
| 9 februari 2025 19:15 Olympisch Stadion Antwerpen Ref.: Simon Bourdeaud'hui Toeschouwers: 6.438           | Redan 32'                                          | 1 – 0 1 – 1                               | 60' Štulić                                                  | Shinton Konstantopoulos, Mbe Soh , Fayed (38' Dagba), Plat Al-Ghamdi, Colassin (60' Van La Parra), Sahabo Martha (60' Henderson), Redan, Reyners                                  | 69' Mbe Soh 70' Henderson                                                                  |
| 16 februari 2025 13:30 Planet Group arena Gent Ref.: Kevin Van Damme Toeschouwers: 15.615                 | AA Gent                                            | 3 – 2                                     | Beerschot                                                   | Shinton Dagba (77' Tshimanga), Konstantopoulos, Mbe Soh , Plat Al-Ghamdi, Colassin, Sahabo (90+1' Kosiah) Henderson, Redan, Van La Parra (77' Al-Sahafi)                          | 20' Dagba 53' Plat 90+2' Redan 90+2' Colassin 90+6' Colassin                               |
| 16 februari 2025 13:30 Planet Group arena Gent Ref.: Kevin Van Damme Toeschouwers: 15.615                 | Watanabe 10' Vanzeir 67' (pen.) Vanzeir 90' (pen.) | 0 – 1 1 – 1 1 – 2 2 – 2 3 – 2             | 6' Redan 55' Redan                                          | Shinton Dagba (77' Tshimanga), Konstantopoulos, Mbe Soh , Plat Al-Ghamdi, Colassin, Sahabo (90+1' Kosiah) Henderson, Redan, Van La Parra (77' Al-Sahafi)                          | 20' Dagba 53' Plat 90+2' Redan 90+2' Colassin 90+6' Colassin                               |
| 22 februari 2025 16:00 Dender Football Complex Denderleeuw Ref.: Bert Put Toeschouwers: 3.309             | Dender EH                                          | 0 – 0                                     | Beerschot                                                   | Shinton Plat (84' Wright-Phillips), Konstantopoulos, Mbe Soh , Van der Kust (75' Kosiah) Al-Ghamdi, Colassin (66' Al-Sahafi), Sahabo (75' Weymans) Henderson, Redan, Van La Parra | 66' Plat                                                                                   |
| 22 februari 2025 16:00 Dender Football Complex Denderleeuw Ref.: Bert Put Toeschouwers: 3.309             |                                                    |                                           |                                                             | Shinton Plat (84' Wright-Phillips), Konstantopoulos, Mbe Soh , Van der Kust (75' Kosiah) Al-Ghamdi, Colassin (66' Al-Sahafi), Sahabo (75' Weymans) Henderson, Redan, Van La Parra | 66' Plat                                                                                   |
| 2 maart 2025 16:00 Olympisch Stadion Antwerpen Ref.: Lothar D'hondt Toeschouwers: 6.102                   | Beerschot                                          | 1 – 0                                     | KV Mechelen                                                 | Shinton Dagba, Konstantopoulos, Mbe Soh , Van der Kust (62' Al-Sahafi) Al-Ghamdi (62' Tshimanga), Cagro (49' Matijaš), Sahabo Henderson, Redan (62' Weymans), Van La Parra        | 3' Cagro 30' Henderson 46' Shinton                                                         |
| 2 maart 2025 16:00 Olympisch Stadion Antwerpen Ref.: Lothar D'hondt Toeschouwers: 6.102                   | Cagro 44'                                          | 1 – 0                                     |                                                             | Shinton Dagba, Konstantopoulos, Mbe Soh , Van der Kust (62' Al-Sahafi) Al-Ghamdi (62' Tshimanga), Cagro (49' Matijaš), Sahabo Henderson, Redan (62' Weymans), Van La Parra        | 3' Cagro 30' Henderson 46' Shinton                                                         |
| 7 maart 2025 20:45 Stayen Sint-Truiden Ref.: Nicolas Laforge Toeschouwers: 5.500                          | STVV                                               | 2 – 0                                     | Beerschot                                                   | Matijaš Dagba, Konstantopoulos, Mbe Soh , Van der Kust (63' Weymans) Al-Ghamdi (63' Colassin), Cagro (73' Wright-Phillips), Sahabo Henderson, Redan (81' Al-Sahafi), Van La Parra | 42' Cagro 69' Van La Parra 90+4' Henderson                                                 |
| 7 maart 2025 20:45 Stayen Sint-Truiden Ref.: Nicolas Laforge Toeschouwers: 5.500                          | Bertaccini 17' (pen.) Lamkel Zé 90+6' (pen.)       | 1 – 0 2 – 0                               |                                                             | Matijaš Dagba, Konstantopoulos, Mbe Soh , Van der Kust (63' Weymans) Al-Ghamdi (63' Colassin), Cagro (73' Wright-Phillips), Sahabo Henderson, Redan (81' Al-Sahafi), Van La Parra | 42' Cagro 69' Van La Parra 90+4' Henderson                                                 |
| 16 maart 2025 18:30 Olympisch Stadion Antwerpen Ref.: Erik Lambrechts Toeschouwers: 6.335                 | Beerschot                                          | 1 – 2                                     | Westerlo                                                    | Matijaš Dagba, Konstantopoulos, Tshimanga , Plat (59' Weymans) Al-Ghamdi, Cagro, Sahabo (60' Colassin) Henderson, Al-Sahafi (60' Redan), Van La Parra                             | 46' Sahabo 87' Al-Ghamdi                                                                   |
| 16 maart 2025 18:30 Olympisch Stadion Antwerpen Ref.: Erik Lambrechts Toeschouwers: 6.335                 | Rommens 71' (e.d.)                                 | 0 – 1 1 – 1 1 – 2                         | 45+7' (pen.) Yow 86' Neustädter                             | Matijaš Dagba, Konstantopoulos, Tshimanga , Plat (59' Weymans) Al-Ghamdi, Cagro, Sahabo (60' Colassin) Henderson, Al-Sahafi (60' Redan), Van La Parra                             | 46' Sahabo 87' Al-Ghamdi                                                                   |

(1): De match tussen Antwerp en Beerschot van 29 september 2024 werd definitief gestaakt bij een 4-0 stand, doordat de bezoekende fans herhaaldelijk vuurpijlen op het veld gooiden. Beerschot besloot om forfait te geven voor de resterende wedstrijdduur, waardoor een 5-0 score werd opgelegd.

#### Overzicht
| Speeldag  | 1  | 2  | 3  | 4  | 5  | 6  | 7  | 8  | 9  | 10 | 11 | 12 | 13 | 14 | 15 | 16 | 17 | 18 | 19 | 20 | 21 | 22 | 23 | 24 | 25 | 26 | 27 | 28 | 29 | 30 |
| --------- | -- | -- | -- | -- | -- | -- | -- | -- | -- | -- | -- | -- | -- | -- | -- | -- | -- | -- | -- | -- | -- | -- | -- | -- | -- | -- | -- | -- | -- | -- |
| Resultaat | g  | v  | v  | v  | v  | v  | v  | v  | v  | g  | w  | v  | g  | g  | v  | w  | v  | g  | g  | v  | g  | v  | v  | v  | g  | v  | g  | w  | v  | v  |
| Punten    | 1  | 1  | 1  | 1  | 1  | 1  | 1  | 1  | 1  | 2  | 5  | 5  | 6  | 7  | 7  | 10 | 10 | 11 | 12 | 12 | 13 | 13 | 13 | 13 | 14 | 14 | 15 | 18 | 18 | 18 |
| Positie   | 12 | 14 | 15 | 15 | 16 | 16 | 16 | 16 | 16 | 16 | 16 | 16 | 16 | 16 | 16 | 16 | 16 | 16 | 16 | 16 | 16 | 16 | 16 | 16 | 16 | 16 | 16 | 16 | 16 | 16 |

### Relegation play-offs

#### Wedstrijden
| Jupiler Pro League                                                                         |                                                                                 |                                     |                            | |                                     |
| Wedstrijddetails                                                                           | Thuisploeg                                                                      | Uitslag                             | Uitploeg                   | Opstelling | Kaarten                             |
| Heenronde                                                                                  |                                                                                 |                                     |                            | |                                     |
| 29 maart 2025 16:00 Olympisch Stadion Antwerpen Ref.: Nathan Verboomen Toeschouwers: 4.192 | Beerschot                                                                       | 0 – 1                               | STVV                       | Matijaš Dagba, Konstantopoulos, Mbe Soh , Weymans (68' Reyners) Cagro, Colassin (46' Tshimanga), Sahabo Henderson, Al-Sahafi (56' Martha), Van La Parra                                     | 5' Cagro 55' Dagba                  |
| 29 maart 2025 16:00 Olympisch Stadion Antwerpen Ref.: Nathan Verboomen Toeschouwers: 4.192 |                                                                                 | 0 – 1                               | 54' Lapoussin              | Matijaš Dagba, Konstantopoulos, Mbe Soh , Weymans (68' Reyners) Cagro, Colassin (46' Tshimanga), Sahabo Henderson, Al-Sahafi (56' Martha), Van La Parra                                     | 5' Cagro 55' Dagba                  |
| 5 april 2025 16:00 Jan Breydelstadion Brugge Ref.: Jasper Vergoote Toeschouwers: 5.165     | Cercle Brugge                                                                   | 2 – 1                               | Beerschot                  | Matijaš Konstantopoulos, Fayed (46' Plat), Mbe Soh , Weymans Henderson, Sahabo, Al-Ghamdi, Van La Parra (71' Martha) Al-Sahafi, Colassin (72' Redan)                                        |                                     |
| 5 april 2025 16:00 Jan Breydelstadion Brugge Ref.: Jasper Vergoote Toeschouwers: 5.165     | Somers 10' Perrin 90+5'                                                         | 1 – 0 1 – 1 2 – 1                   | 86' Redan                  | Matijaš Konstantopoulos, Fayed (46' Plat), Mbe Soh , Weymans Henderson, Sahabo, Al-Ghamdi, Van La Parra (71' Martha) Al-Sahafi, Colassin (72' Redan)                                        |                                     |
| 12 april 2025 16:00 Guldensporenstadion Kortrijk Ref.: Wim Smet Toeschouwers: 7.430        | KV Kortrijk                                                                     | 3 – 2                               | Beerschot                  | Matijaš Plat, Konstantopoulos, Mbe Soh , Van der Kust (65' Weymans) Henderson, Sahabo, Al-Ghamdi (89' Wright-Phillips), Van La Parra (89' Tshimanga) Al-Sahafi, Colassin (65' Redan)        | 73' Matijaš                         |
| 12 april 2025 16:00 Guldensporenstadion Kortrijk Ref.: Wim Smet Toeschouwers: 7.430        | Duverne 39' Ferri 43' Mehssatou 82'                                             | 0 – 1 1 – 1 2 – 1 2 – 2 3 – 2       | 86' Henderson 86' Colassin | Matijaš Plat, Konstantopoulos, Mbe Soh , Van der Kust (65' Weymans) Henderson, Sahabo, Al-Ghamdi (89' Wright-Phillips), Van La Parra (89' Tshimanga) Al-Sahafi, Colassin (65' Redan)        | 73' Matijaš                         |
| Terugronde                                                                                 |                                                                                 |                                     |                            | |                                     |
| 25 april 2025 20:45 Olympisch Stadion Antwerpen Ref.: Nathan Verboomen Toeschouwers: 4.209 | Beerschot                                                                       | 2 – 0                               | KV Kortrijk                | Doucouré Plat, Konstantopoulos, Mbe Soh , Weymans (61' Van der Kust) Henderson, Sahabo, Al-Ghamdi, Van La Parra Al-Sahafi (90+5' Kosiah), Colassin (77' Huiberts)                           |                                     |
| 25 april 2025 20:45 Olympisch Stadion Antwerpen Ref.: Nathan Verboomen Toeschouwers: 4.209 | Colassin 10' Al-Sahafi 40'                                                      | 1 – 0 2 – 0                         |                            | Doucouré Plat, Konstantopoulos, Mbe Soh , Weymans (61' Van der Kust) Henderson, Sahabo, Al-Ghamdi, Van La Parra Al-Sahafi (90+5' Kosiah), Colassin (77' Huiberts)                           |                                     |
| 4 mei 2025 16:00 Stayen Sint-Truiden Ref.: Lawrence Visser Toeschouwers: 5.132             | STVV                                                                            | 2 – 1                               | Beerschot                  | Doucouré Plat, Konstantopoulos, Mbe Soh , Van der Kust (46' Tshimanga) Henderson, Sahabo (83' Huiberts), Al-Ghamdi (83' Cagro), Van La Parra (76' Kosiah) Al-Sahafi, Colassin (76' Reyners) |                                     |
| 4 mei 2025 16:00 Stayen Sint-Truiden Ref.: Lawrence Visser Toeschouwers: 5.132             | Bertaccini 39' Bertaccini 69'                                                   | 1 – 0 2 – 0 2 – 1                   | 87' (pen.) Cagro           | Doucouré Plat, Konstantopoulos, Mbe Soh , Van der Kust (46' Tshimanga) Henderson, Sahabo (83' Huiberts), Al-Ghamdi (83' Cagro), Van La Parra (76' Kosiah) Al-Sahafi, Colassin (76' Reyners) |                                     |
| 10 mei 2025 16:00 Olympisch Stadion Antwerpen Ref.: Bert Put Toeschouwers: 8.000           | Beerschot                                                                       | 4 – 2                               | Cercle Brugge              | Doucouré Plat (83' Cagro), Konstantopoulos, Mbe Soh , Tshimanga (46' Nzouango) Henderson, Sahabo (70' Huiberts), Al-Ghamdi, Van La Parra (46' Reyners) Al-Sahafi, Colassin (90+2' Sanusi)   | 36' Tshimanga 61' Plat 82' Huiberts |
| 10 mei 2025 16:00 Olympisch Stadion Antwerpen Ref.: Bert Put Toeschouwers: 8.000           | Konstantopoulos 48' Konstantopoulos 50' Mbe Soh 56' (pen.) Al-Ghamdi 78' (pen.) | 0 – 1 1 – 1 2 – 1 3 – 1 4 – 1 4 – 2 | 6' Agyekum 90+5' Brunner   | Doucouré Plat (83' Cagro), Konstantopoulos, Mbe Soh , Tshimanga (46' Nzouango) Henderson, Sahabo (70' Huiberts), Al-Ghamdi, Van La Parra (46' Reyners) Al-Sahafi, Colassin (90+2' Sanusi)   | 36' Tshimanga 61' Plat 82' Huiberts |

#### Overzicht
| Speeldag  | 1  | 2  | 3  | 4  | 5  | 6  |
| --------- | -- | -- | -- | -- | -- | -- |
| Resultaat | v  | v  | v  | w  | v  | w  |
| Punten    | 18 | 18 | 18 | 21 | 21 | 24 |
| Positie   | 4  | 4  | 4  | 4  | 4  | 4  |

## Beker van België
| Beker van België                                                                              |                                                                            |                                                                               |                                                                            | |                                                          |
| Wedstrijddetails                                                                              | Thuisploeg                                                                 | Uitslag                                                                       | Uitploeg                                                                   | Opstelling | Kaarten                                                  |
| 1/16de finale                                                                                 |                                                                            |                                                                               |                                                                            | |                                                          |
| 30 oktober 2024 20:15 Olympisch Stadion Antwerpen Ref.: Klass Clerkx Toeschouwers: 4.047      | Beerschot                                                                  | 3 – 1                                                                         | RFC de Liège (1B)                                                          | Shinton Dagba (62' Konstantopoulos), Fayed, Mbe Soh, Plat Al-Ghamdi, Huiberts, Al-Sahafi (71' Krüger) Colassin (71' Reyners), Keita, Verlinden (62' Weymans (78' Kosiah))                    | 18' Al-Ghamdi 61' Shinton 90' Huiberts                   |
| 30 oktober 2024 20:15 Olympisch Stadion Antwerpen Ref.: Klass Clerkx Toeschouwers: 4.047      | Colassin 10' Verlinden 56' Keita 58'                                       | 1 – 0 2 – 0 3 – 0 3 – 1                                                       | 62' Arslan                                                                 | Shinton Dagba (62' Konstantopoulos), Fayed, Mbe Soh, Plat Al-Ghamdi, Huiberts, Al-Sahafi (71' Krüger) Colassin (71' Reyners), Keita, Verlinden (62' Weymans (78' Kosiah))                    | 18' Al-Ghamdi 61' Shinton 90' Huiberts                   |
| Achtste finale                                                                                |                                                                            |                                                                               |                                                                            | |                                                          |
| 4 december 2024 20:30 Olympisch Stadion Antwerpen Ref.: Jan Boterberg Toeschouwers: 5.554     | Beerschot                                                                  | 2 – 2 (n.v.) (4 – 3) (n.s.)                                                   | KV Mechelen                                                                | Shinton Konstantopoulos, Fayed, Mbe Soh, Weymans (95' Martha) Cagro (86' Reyners), Colassin (95' Plat), Al-Ghamdi Al-Sahafi (105+1' Dagba), Keita (86' Henderson), Verlinden (105+1' Kosiah) | 39' Cagro                                                |
| 4 december 2024 20:30 Olympisch Stadion Antwerpen Ref.: Jan Boterberg Toeschouwers: 5.554     | Colassin 88' Konstantopoulos 110' Henderson Reyners Dagba Kosiah Al-Ghamdi | 0 – 1 1 – 1 2 – 1 2 – 2 Pen.: 0 – 0 1 – 0 1 – 1 2 – 1 2 – 2 3 – 2 3 – 3 4 – 3 | 75' Hairemans 118' Bafdili Pflücke Raemaekers Bafdili Van den Eynden Touba | Shinton Konstantopoulos, Fayed, Mbe Soh, Weymans (95' Martha) Cagro (86' Reyners), Colassin (95' Plat), Al-Ghamdi Al-Sahafi (105+1' Dagba), Keita (86' Henderson), Verlinden (105+1' Kosiah) | 39' Cagro                                                |
| Kwartfinale                                                                                   |                                                                            |                                                                               |                                                                            | |                                                          |
| 9 januari 2025 20:30 Olympisch Stadion Antwerpen Ref.: Bram Van Driessche Toeschouwers: 7.532 | Beerschot                                                                  | 0 – 1                                                                         | Anderlecht                                                                 | Shinton Konstantopoulos (46' Kosiah), Mbe Soh (73' Fayed), Matthys Dagba, Henderson, Al-Ghamdi, Plat Colassin (72' Keita), Al-Sahafi, Verlinden                                              | 19' Konstantopoulos 45' Mbe Soh 85' Verlinden 90+5' Plat |
| 9 januari 2025 20:30 Olympisch Stadion Antwerpen Ref.: Bram Van Driessche Toeschouwers: 7.532 |                                                                            | 0 – 1                                                                         | 2' Simić                                                                   | Shinton Konstantopoulos (46' Kosiah), Mbe Soh (73' Fayed), Matthys Dagba, Henderson, Al-Ghamdi, Plat Colassin (72' Keita), Al-Sahafi, Verlinden                                              | 19' Konstantopoulos 45' Mbe Soh 85' Verlinden 90+5' Plat |